# Timothy Zahn

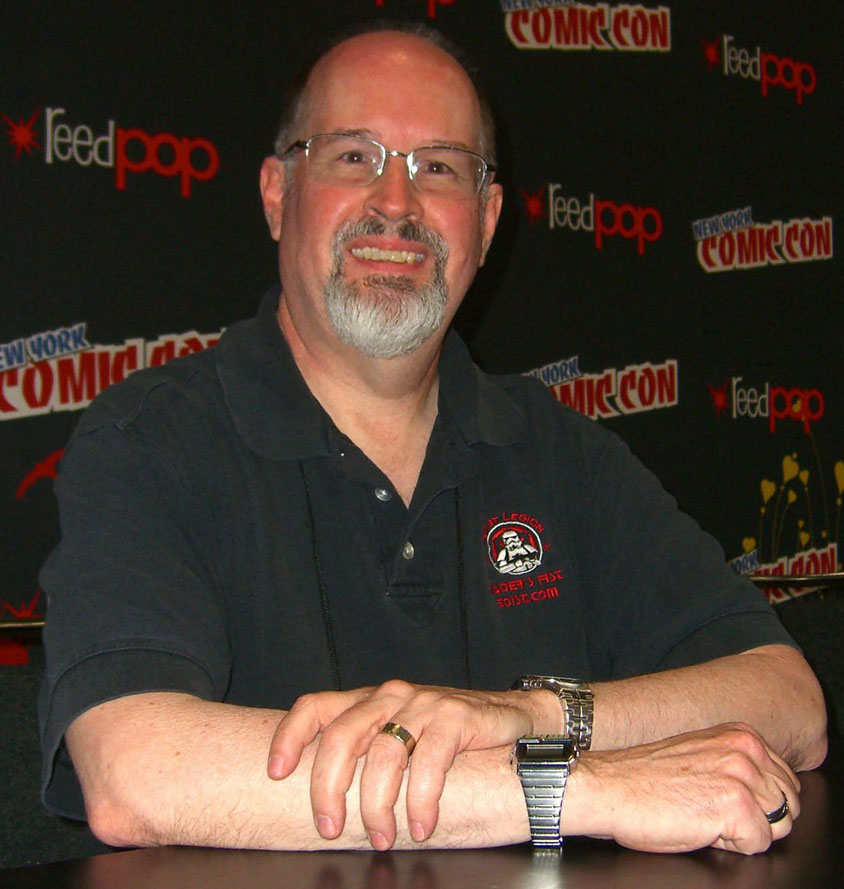
Timothy Zahn în 2012

Timothy Zahn (n. 1 septembrie 1951, Chicago, Illinois) este un scriitor de romane și povestiri științifico-fantastice. Nuvela sa Cascade Point a câștigat Premiul Hugo în 1984. Este autorul trilogiei Blackcollar, al seriei de romane Cobra, a zece romane Universul extins Star Wars, a șapte romane cu Marele Amiral Thrawn: trilogia Thrawn, duologia Hand of Thrawn, Outbound Flight și Choices of One.